# USENIX
USENIX, The Advanced Computing Systems Association, ist eine Vereinigung von Betriebssystem-Entwicklern, Forschern und Benutzern in Berkeley. Diese wurde 1975 gegründet und förderte am Anfang vor allem die Weiterentwicklung von Unix. Bekannt ist USENIX vor allem als Veranstalter von Konferenzen. Von 1990 bis 1992 sowie von 2002 bis 2003 war Marshall Kirk McKusick Präsident dieses Interessensverbandes. Seit dem 1. Juni 2006 ist Mike Jones Vorsitzender.

## Konferenzen
Die Konferenzen umfassen:
| Name            | Beschreibung                                                                                  | Erstmals | Letztmals (bisher) |
| --------------- | --------------------------------------------------------------------------------------------- | -------- | ------------------ |
| ALS             | Annual Linux Showcase & Conference                                                            | 1999     | 2001               |
| BaySUG          | The Bay Area Super User Group Meeting                                                         | 2005     | 2005               |
| BSDCon          | BSDCon                                                                                        | 2002     | 2007               |
| CARDIS          | Smart Card Research and Advanced Application Conference                                       | 2002     | 2002               |
| CC              | USENIX Education on the Road                                                                  | 2007     | 2011               |
| CHIMIT          | Symposium on Computer Human Interaction for Management of Information Technology              | 2007     | 2009               |
| CollSec         | Workshop on Collaborative Methods for Security and Privacy                                    | 2010     | 2010               |
| COOTS           | Conference on Object-Oriented Technologies and Systems                                        | 1995     | 2001               |
| CSET            | Workshop on Cyber Security Experimentation and Test                                           | 1998     | 2013               |
| Cyberlaw        | Workshop on Hot Topics in Cyberlaw                                                            | 2012     | 2012               |
| DEBS            | International Conference on Distributed Event-Based Systems                                   | 2007     | 2008               |
| DETER           | DETER Community Workshop on Cyber Security Experimentation and Test                           | 2007     | 2007               |
| Diversity       | Workshop on Supporting Diversity in Systems Research                                          | 2008     | 2010               |
| DSL             | Conference on Domain-Specific Languages                                                       | 1997     | 1999               |
| EC              | Workshop on Electronic Commerce                                                               | 2008     | 2008               |
| EESR            | Workshop on End-to-End, Sense-and-Respond Systems, Applications, and Services                 | 2005     | 2005               |
| ES              | Workshop on Embedded Systems                                                                  | 2000     | 2002               |
| EVT/WOTE        | Electronic Voting Technology Workshop/ Workshop on Trustworthy Elections                      | 2006     | 2013               |
| ExpCS           | Workshop on Experimental Computer Science                                                     | 2007     | 2007               |
| FAST            | Conference on File and Storage Technologies                                                   | 2002     | 2015               |
| FCW             | USENIX Federated Conferences Week                                                             | 2012     | 2013               |
| FOCI            | Workshop on Free and Open Communications on the Internet                                      | 2011     | 2013               |
| FREENIX         | Free and Open Source Software Track of the USENIX Annual Technical Conference                 |          |                    |
| HealthSec       | Workshop on Health Security and Privacy                                                       | 2010     | 2012               |
| Hot-ICE         | Workshop on Hot Topics in Management of Internet, Cloud, and Enterprise Networks and Services | 2011     | 2012               |
| HotAC           | Workshop on Hot Topics in Autonomic Computing                                                 | 2006     | 2007               |
| HotBots         | Workshop on Hot Topics in Understanding Botnets                                               | 2007     | 2007               |
| HotCloud        | Workshop on Hot Topics in Cloud Computing                                                     | 2009     | 2013               |
| HotDep          | Workshop on Hot Topics in System Dependability                                                | 2006     | 2012               |
| HotMobile/WMCSA | HotMobile/Workshop on Mobile Computing Systems and Applications                               | 2000     | 2008               |
| HotOS           | Workshop on Hot Topics in Operating Systems                                                   | 2003     | 2013               |
| HotPar          | Workshop on Hot Topics in Parallelism                                                         | 2009     | 2013               |
| HotPower        | Workshop on Power Aware Computing and Systems                                                 | 2008     | 2012               |
| HotSec          | Workshop on Hot Topics in Security                                                            | 2006     | 2013               |
| HotStorage      | Workshop on Hot Topics in Storage and File Systems                                            | 2010     | 2013               |
| ID              | Workshop on Intrusion Detection and Network Monitoring                                        | 1999     | 1999               |
| IMC             | Internet Measurement Conference                                                               | 2003     | 2007               |
| In Cooperation  |                                                                                               | 2002     | 2012               |
| INE             | Special Workshop on Intelligence at the Network Edge                                          |          |                    |
| INM/WREN        | Internet Network Management Workshop/Workshop on Research on Enterprise Networking            | 2010     | 2010               |
| IPTPS           | International Workshop on Peer-to-Peer Systems                                                |          |                    |
| JVM             | Java™ Virtual Machine Research and Technology Symposium                                       | 2001     | 2001               |
| LASCO           | Workshop on Large-Scale Computing                                                             | 2008     | 2008               |
| LDSD            | LISA Data Storage Day                                                                         | 2012     | 2012               |
| LEET            | USENIX Workshop on Large-Scale Exploits and Emergent Threats                                  | 2008     | 2013               |
| Linux Kernel    | Linux Kernel Developers Summit                                                                | 2002     | 2007               |
| LISA            | Large Installation System Administration Conference                                           | 1993     | 2015               |
| LISA-NT         | Large Installation System Administration of Windows NT Conference                             | 1998     | 2000               |
| LSF             | Linux Storage & Filesystem Workshop                                                           | 2008     | 2008               |
| MAD             | Workshop on Managing Systems Automatically and Dynamically                                    | 2012     | 2012               |
| MetriCon        | Workshop on Security Metrics                                                                  | 2006     | 2012               |
| Middleware      | ACM/IFIP/USENIX International Middleware Conference                                           | 2003     | 2012               |
| MobiSys         | International Conference on Mobile Systems, Applications, and Services                        | 2003     | 2011               |
| NETA            | Conference on Network Administration                                                          | 1999     | 1999               |
| NetDB           | International Workshop on Networking Meets Databases                                          | 2007     | 2007               |
| NetEcon         | Workshop on the Economics of Networks, Systems, and Computation                               | 2010     | 2010               |
| NSDI            | Symposium on Networked Systems Design and Implementation                                      | 2004     | 2013               |
| NSDR            | Workshop on Networked Systems for Developing Regions                                          | 2012     | 2012               |
| OSDI            | USENIX Symposium on Operating Systems Design and Implementation                               | 1994     | 2012               |
| SLAML           | Workshop on Managing Systems via Log Analysis and Machine Learning Techniques                 | 2010     | 2010               |
| Smartcard       | Workshop on Smartcard Technology                                                              | 1999     | 1999               |
| SRUTI           | Workshop on Steps to Reducing Unwanted Traffic on the Internet                                | 2005     | 2007               |
| SSV             | International Workshop on Systems Software Verification                                       | 2010     | 2010               |
| SustainIT       | Workshop on Sustainable Information Technology                                                | 2010     | 2010               |
| SysML           | Workshop on Tackling Computer Systems Problems with Machine Learning Techniques               | 2007     | 2008               |
| TaPP            | Workshop on the Theory and Practice of Provenance                                             | 2009     | 2013               |
| Tcl/Tk          | Tcl/Tk Conference                                                                             | 1995     | 2000               |
| UCMS            | Configuration Management Summit                                                               | 2010     | 2012               |
| UPSEC           | Usability, Psychology, and Security                                                           |          |                    |
| USENIX ATC      | USENIX Annual Technical Conference                                                            | 1992     | 2013               |
| USENIX Security | USENIX Security Symposium                                                                     | 1993     | 2014               |
| USITS           | Symposium on Internet Technologies and Systems                                                | 1997     | 2003               |
| VEE             | Conference on Virtual Execution Environments                                                  | 1995     | 2010               |
| VM              | Virtual Machine Research and Technology Symposium                                             | 2002     | 2004               |
| WASL            | Workshop on the Analysis of System Logs                                                       | 2008     | 2008               |
| WebApps         | Conference on Web Application Development                                                     | 2010     | 2012               |
| What The Hack   | What The Hack 2005                                                                            | 2005     | 2005               |
| WiAC            | Women in Advanced Computing Summit                                                            | 2012     | 2013               |
| WIESS           | Workshop on Industrial Experiences with Systems Software                                      |          |                    |
| Windows NT      | Windows NT Symposium                                                                          | 1997     | 1999               |
| WIOV            | Workshop on I/O Virtualization                                                                | 2008     | 2011               |
| WiTMeMo         | Workshop on Wireless Traffic Measurements and Modeling                                        | 2005     | 2005               |
| WOOT            | USENIX Workshop on Offensive Technologies                                                     | 2007     | 2013               |
| WORLDS          | Workshop on Real, Large Distributed Systems                                                   | 2004     | 2006               |
| WOSN            | Workshop on Online Social Networks                                                            | 2010     | 2010               |
| WOWCS           | Workshop on Organizing Workshops, Conferences, and Symposia for Computer Systems              | 2008     | 2008               |
| Xen             | Xen Summit North America                                                                      | 2008     | 2008               |
| XFree86         | XFree86 Technical Conference                                                                  | 2001     | 2001               |